# 湯瑪斯敦級船塢登陸艦
湯瑪斯敦級船塢登陸艦是 20 世纪 50 年代为美國海軍建造的一类 8 艘船坞登陆舰。
该级以缅因州托马斯顿镇命名，该镇是根据美国宪法任职的第一任战争部长亨利·诺克斯将军的家乡。 

## 设计
湯瑪斯敦級级是美国海军第三级船坞登陆舰。该级别是根据SCB 75项目设计的，并于 20 世纪 50 年代初获得批准。与二战的愛許蘭級船塢登陸艦和卡薩格蘭德級船塢登陸艦相比，该级舰艇大约大三分之一，速度快五节。 该类旨在能够传输：
- 3实用登陆艇，或
- 9 LCM-8机械化登陆艇，或
- 16 LCM-6 ，或
- 约50 LVT-5或更高版本LVTP-7 。

码头上覆盖着可拆卸的部件，能够承载两架中型直升机的重量。两台起重机均可起重 50 吨。机舱位于码头下方，与早期的阿什兰级形成鲜明对比，后者的机舱位于码头的左舷和右舷。
最初，所有船只都配备了八门3 英寸/50 口径火炮Mark 33 双联装。后来数量减少了。
Spiegel Grove 是 20 世紀 80 年代中期 Jeff(A) 和 Jeff(B) 登陸艇的試驗艦。 Jeff(B)隨後被發展成氣墊登陸艇。 1983 年至 1990 年間，所有船隻均由美國海軍退役，阿拉莫號和赫米蒂奇號於 1989 年至 1990 年間被出售給巴西。

## 船级
| 船名           | 船体编号 | 委托                | 退役               | 命运                                                 |
| -------------- | -------- | ------------------- | ------------------ | ---------------------------------------------------- |
| 湯瑪斯敦號     | LSD-28   | 1954 年 9 月 17 日  | 1984 年 9 月 28 日 | 2011 年 7 月 28 日以废品形式出售                     |
| 普利茅斯岩石號 | LSD-29   | 1954 年 11 月 29 日 | 1983 年 9 月 30 日 | 1995 年 8 月 25 日作为废品出售                       |
| 斯內林堡號     | LSD-30   | 1955 年 1 月 24 日  | 1984 年 9 月 28 日 | 1995 年 8 月 25 日作为废品出售                       |
| 第凡恩斯角號   | LSD-31   | 1955 年 3 月 31 日  | 1983 年 9 月 30 日 | 2011 年 7 月 28 日以废品形式出售                     |
| 斯畢格樹林號   | LSD-32   | 1956 年 6 月 8 日   | 1989 年 10 月 2 日 | 作为人工鱼礁沉没，2002年                             |
| 阿拉摩號       | LSD-33   | 1956 年 8 月 24 日  | 1990 年 9 月 28 日 | 1990 年 11 月 12 日移交巴西； 2015年在阿朗印度报废。 |
| 修道院號       | LSD-34   | 1956 年 12 月 14 日 | 1989 年 10 月 2 日 | 1989 年 10 月 2 日移交巴西； 2021 年目标被击沉。     |
| 蒙蒂塞洛號     | LSD-35   | 1957 年 3 月 29 日  | 1985 年 10 月 1 日 | 2010 年 7 月 14 日作为目标沉没                       |